# Filles de joie (film)
Pour les articles homonymes, voir Filles de joie.
Ne doit pas être confondu avec Les Filles de joie.
Pour plus de détails, voir Fiche technique et Distribution.
Filles de joie est un film dramatique franco-belge, réalisé par Frédéric Fonteyne et Anne Paulicevich, sorti en 2020.

## Synopsis
Trois Françaises, Axelle, Dominique et Conso mènent une double vie. Elles se retrouvent tous les matins sur un parking et vont travailler dans un bordel de l'autre côté de la frontière, en Belgique sous les noms d'Athena, Circe et Hera. Filles de joie, héroïnes de tous les jours, chacune se bat pour sa famille et préserver leur dignité. 
Mais quand la vie de quelqu'un est en danger, elles s'unissent pour faire face à l'adversité. À la fin de l'été, elles enterrent le corps d'un homme.

## Fiche technique
- Titre original : Filles de joies
- Réalisation : Frédéric Fonteyne et Anne Paulicevich
- Scénario : Anne Paulicevich
- Musique : Vincent Cahay
- Décors : Eve Martin
- Costumes : Ann Lauwerys
- Photographie : Juliette Van Dormael
- Montage : Damien Keyeux et Chantal Hymans
- Production : 
  - Coproduction : Olivier Bronckart, Yaël Fogiel, Laetitia Gonzalez et Nathalie Vallet
  - Production associée : Philippe Logie, Arlette Zylberberg, Tanguy Dekeyser, Anne Paulicevich et Frédéric Fonteyne
  - Production déléguée : Jacques-Henri Bronckart
  - Production exécutive : Gwennaëlle Libert
- Société de production : Versus Production, Les Films du Poisson et Prime Time
- Sociétés de distribution : KMBO
- Pays d'origine :  Belgique et  France
- Langue originale : français
- Format : couleur
- Genre : drame
- Durée : 91 minutes
- Dates de sortie :
  - France : 29 janvier 2020 (festival Drôle d'endroit pour des rencontres à Bron) ; 22 juin 2020 (sortie nationale)
  - Belgique : 12 février 2020
- Classification :
  - France : interdit aux moins de 12 ans avec avertissement : certaines scènes, certains propos et le climat anxiogène peuvent être de nature à heurter la sensibilité des jeunes spectateurs.

## Distribution
- Sara Forestier : Axelle
- Noémie Lvovsky : Dominique
- Annabelle Lengronne : Conso
- Nicolas Cazalé : Yann, l'ex d'Axelle
- Jonas Bloquet : Jean-Fi
- Sergi López : Boris, le mari de Dominique
- Salomé Dewaels : Zoé, la fille de Dominique
- Els Deceukelier : la mère d'Axelle
- Amandine Truffy : l'infirmière
- Jérémie Petrus : l'homme à l'hôtel de luxe

## Distinctions

### Nominations
- Magritte 2022 : meilleur film, meilleur scénario original ou adaptation (Anne Paulicevich), meilleurs costumes (Ann Lauwerys)